# Saad Khoury
Saad R. Khoury, né le 19 mai 1941 à Saïda, est un professeur de médecine libanais. En plus de son activité clinique surtout dans le domaine des cancers urologiques, il a été un des pionniers dans le domaine de la création de recommandations basées sur les preuves, et de la formation médicale dans le domaine de l’urologie, en faisant de la France le rendez-vous annuel de « Consultations » internationales d'experts en urologie.

## Biographie
Né à Saïda au Liban, Saad R. Khoury est originaire du village de Maghdouché qui surplombe la ville de Saïda dans le sud Liban.
Son père le Dr Rached Khoury a été l’un de 2 premiers chirurgiens à s’installer au Liban Sud en 1930. Il a été par la suite élu député pendant plus de 35 ans.
Saad R. Khoury obtient son doctorat en médecine en 1965 (diplôme d'État français) de la Faculté française de médecine de Beyrouth. De janvier 1966 à janvier 1969, il occupe la position de chef de clinique chirurgicale de cette même faculté.
En 1969, il part en France pour se spécialiser en urologie au sein de l’équipe du Pr René Küss et fut nommé professeur agrégé dans cette spécialité en 1974. Il obtint par la suite le certificat de cancérologie et d’immunogénétique. En 1975, il rejoint l’équipe du Service d’urologie de l’Hôpital de la Pitié où il continue d’exercer jusqu'à ce jour. Il a été aussi urologue à l'Hôpital américain de Paris.
En plus de son activité clinique, surtout dans le domaine des cancers urologiques, Saad R. Khoury s'est particulièrement impliqué sur le plan mondial dans trois domaines :
1. Établir des recommandations basées sur les preuves (Evidence based medicine) pour le corps médical dans le domaine de la prévention, du diagnostic et du traitement des maladies urologiques sous l’égide de l’OMS, et des grandes associations internationales d’urologie. Depuis 1980, il est Secrétaire général de la Consultation Internationale sur les Maladies Urologiques (ICUD). ICUD est une Organisation non gouvernementale (ONG) crée en 1980 avec les Professeurs Gérald Murphy (États-Unis), René Kuss (France), Louis Denis (Belgique), Christian Chatelain (France), Alain Jardin (France), Yoshio Aso (Japon) et d’autres, en collaborations avec l’OMS, l'Union internationale contre le cancer (UICC) et les grandes associations internationales d’urologie. ICUD réunit tous les ans en France, après une année de préparation, en un congrès appelé « Consultation » une équipe choisie parmi les meilleurs spécialistes internationaux pour focaliser les discussions sur une maladie urologique. L’objectif de ces Consultations étant de faire le point sur les connaissances dans ce domaine et produire des recommandations basées sur les preuves à l’usage des gouvernements et du corps médical. Un ouvrage de référence est publié à l’issue de chacune de ces consultations.
2. La contribution à la création de périodiques médicaux en langue française, comme "Andrologie" la revue de la Société d'andrologie de langue française (SALF) et "Progrès en urologie" revue de l'Association française d'urologie (AFU) dont il a été pendant de nombreuses années le directeur. Sous sa direction, Progrès en urologie deviendra également la revue de l'Association des urologues du Québec, de la Société belge d'urologie ainsi que d’autres pays francophones.
3. La promotion de la Francophonie, en particulier dans le cadre de l’Association pour la sauvegarde et la diffusion du patrimoine littéraire mondial sous l’égide de l’Unesco et de l’Organisation internationale de la Francophonie (OIF)

## Affiliations
- Association française d'urologie (AFU)
- Société américaine d’urologie (AUA)
- Société internationale d'urologie. (SIU)
- Association européenne d’urologie (EAU)
- International Continence Society  (ICS)
- Organisation européenne pour la recherche et le traitement du cancer

## Distinctions
- Officier de l'ordre des Arts et des Lettres (2010)[1]
- Commandeur de l’Ordre national libanais du Cèdre (Liban).
- Achievement Award de l’Association américaine d’urologie (AUA) en 1994.
- Prix Félix Guyon 2000 (France).

## Comptes-rendus des Consultations internationales
Ces ouvrages collectifs en anglais, basés sur les principes de la « Médecine basées sur les preuves » et remis à jour périodiquement sont considérés comme étant parmi les ouvrages les plus complets et qui font le plus autorité dans le monde dans leurs domaines respectifs.
- First International Symposium on Prostate cancer, Paris Hôtel Intercontinental, Juin 1981
- First International Symposium on Kidney tumours, Paris Hôtel Intercontinental, Juin 1982
- First International Symposium on Tumors of the Urinary Bladder, Paris Palais des Congrès, Juillet 4-6, 1983
- First International Symposium on Testicular Tumors, Paris Palais des Congrès, Octobre 8-10, 1984
- Recent Advances in Urological Cancers Diagnosis and Treatment, Paris Palais des Congrès, Juin 27-29, 1990
- The International Consultation on Bening Prostatic Hyperplasie (BPH), Paris Palais des Congrès, Juin 26-27, 1991
- 3rd International Symposium on Recent Advances in Urological Cancer - Diagnosis and Treatment, Paris, Juin 17-19, 1992
- 2nd Internatinal Consultation on Benigng Prostatic Hyperplasie (BPH), Paris Palais des Congrès, Juin 27-30, 1993
- 4th International Symposium on Recent Advances in Urological Cancer - Diagnosis and Treatment, Paris Palais des Congrès, Juin 22-24, 1994
- 3rd International Consultation on Benign Prostatic Hyperplasia (BPH), Monaco, Juin 26-28, 1995
- First International Consultation on Prostate Cancer, Monaco, Juin 20-22, 1996
- 4th International Consultation on Benign Prostatic Hyperplasia (BPH), Paris Palais des Congrès, Juillet 2-5, 1997
- "1st International Consultation on Incontinence", Monaco, Juin 1998
- 2nd International Consultation on Prostate Cancer, Paris Palais des Congrès, Juin 27-29, 1999
- 5th International Consultation on Benign Prostatic Hyperplasia (BPH), Paris Palais des Congrès, Juin 25- 28, 2000
- 1st International Consultation on  Nosocomial and Health Care Associated Infections in Urology, Paris Palais des Congrès, Juin 27-28, 2000
- 2nd International Consultation on Incontinence, Paris Palais des Congrès, Juillet 1-3, 2001
- 1st International Consultation on Stone Disease, Paris, Palais des Congrès, Juillet 4-5, 2001
- 3rd International Consultation on Prostate Cancer - New Treatment Modalities, Paris Unesco, Juin 21 et 23, 2002
- 2nd International Consultation on Erectile and Sexual Dysfunctions, Paris Palais des Congrès, Juin 28-Juillet 1er, 2003
- 3rd International Consultation on Incontinence, Monaco, Juin 26-29, 2004
- 6th International Consultation on New Developments in Prostate Cancer and Prostate Diseases, Paris Palais des Congrès, Juin 24-27, 2005
- "2nd International Consultation on Stone Disease", Paris, Palais des Congrès, Juillet 2007
- 4th International Consultation on Incontinence, Paris Palais des Congrès, Juillet 5-8, 2008
- "3rd International Consultation on Sexual Medicine", Paris Palais des Congrès, Juin 11-13 , 2009

## Autres publications
- Cancer : de grands spécialistes répondent, Hachette, Paris, 1979
- Urologie : pathologie infectieuse et parasitaire, Masson, Paris, 1985
- Urologie, physiologie et pathologie de la dynamique des voies urinaires, FIIS, Paris, 1987
- Urologie : cancer de la prostate, FIIS, Paris, 1988
- A comparative Classification of Urological Tumors, FIIS, Paris, 1991
- Le cancer de la prostate en questions : traitement : indications, SCI, Cergy, 1993
- Prostate cancer in questions, ICI publications, Edinburgh, UK, 1991
- Clinical Manual of Sexual Medicine Sexual Dysfunction in Men, Health Publications, Paris, 2004
- Clinical manual of Incontinence in Women, Health Publications, Paris, 2005

Ainsi que de nombreuses publications scientifiques dans les revues spécialisées. 